# Дуглас (Корк)
Дуглас (англ. Douglas; ирл. Dúglas, «тёмный ручей») — пригород города Корка в Ирландии в графстве Корк провинции Манстер.
Население — 25 655 человека (по переписи 2011 года).

## Известные жители
- Джек Глисон, актёр театра и кино[3].
- Роб Хеффернан, ирландский олимпиец[4].
- Киллиан Мерфи, актёр театра и кино.
- Доннча О'Каллаган, профессиональный игрок союза регби.
- Ронан О'Гара, профессиональный игрок в регби.
- Элли Шерлок, певица, гитарист, автор песен, уличный музыкант.